# Заболотьє (Орічівський район)
Заболо́тьє (рос. Заболотье) — присілок у складі Орічівського району Кіровської області, Росія. Входить до складу Пустошинського сільського поселення.
Населення становить 11 осіб (2010, 14 у 2002).
Національний склад станом на 2002 рік — росіяни 100 %.